# Episodi speciali di Equestria Girls
Questa è una lista degli episodi speciali di My Little Pony - Equestria Girls, spin-off della serie animata My Little Pony - L'amicizia è magica legato all'omonima linea di giocattoli Hasbro. Come i lungometraggi animati da cui derivano, gli episodi speciali vedono come protagoniste le versioni umane delle protagoniste della serie principale, assieme a Sunset Shimmer e altri personaggi esclusivi della serie spin-off.
Nel 2017 sono stati pubblicati tre episodi speciali da 22 minuti ciascuno, andati in onda su Discovery Family tra il 24 giugno e l'8 luglio 2017, più svariati cortometraggi e video musicali da 3 minuti, trasmessi anch'essi su Discovery Family tra la fine di luglio e la fine di agosto 2017. In seguito, quattro mediometraggi della durata di circa 44 minuti sono stati trasmessi su Discovery Family tra il 2018 e il 2019.
Questa lista non include i tie-in usciti nel contesto di uno dei film principali della serie. A tale proposito, si vedano anche i cortometraggi legati a Rainbow Rocks e quelli legati a Friendship Games. Per la webserie di cortometraggi, si veda Equestria Girls - Better Together. Per i corti promozionali di Equestria Girls Minis, si veda Equestria Girls Minis.

## Lista episodi

### Mediometraggi
| Episodio | Titolo                           | Titolo                      | Prima TV                | Prima TV          | Durata          |
| #        | Italiano                         | Originale                   | Stati Uniti             | Italia            | media (tot)     |
| -------- | -------------------------------- | --------------------------- | ----------------------- | ----------------- | --------------- |
| 1–3      | I racconti della Canterlot High  | Magical Movie Night         | 24 giugno–8 luglio 2017 | 1º ottobre 2017   | 21:33 (1:04:39) |
| 4        | Il rischio di essere dimenticati | Forgotten Friendship        | 17 febbraio 2018        | 10 marzo 2018     | 43:32           |
| 5        | Le Montagne Russe dell'Amicizia  | Rollercoaster of Friendship | 6 luglio 2018           | 1º settembre 2018 | 48:08           |
| 6        |                                  | Spring Breakdown            | 30 marzo 2019           |                   | 47:18           |
| 7        |                                  | Sunset's Backstage Pass     | 27 luglio 2019          |                   | 43:25           |
| 8        |                                  | Holidays Unwrapped          | 2 novembre 2019         |                   | 7:40 (46:05)    |

### Cortometraggi
| Episodio | Titolo          | Titolo            | Prima TV                    | Prima TV           |
| #        | Italiano        | Originale         | Stati Uniti                 | Italia             |
| -------- | --------------- | ----------------- | --------------------------- | ------------------ |
| 1–16     | Canterlot Corti | Summertime Shorts | 30 luglio–22 settembre 2017 | 2–11 novembre 2017 |

## Dettagli episodi

### Magical Movie Night
Una serie di tre episodi (La magia della danza, La magia del cinema e La magia dello specchio), della durata di 22 minuti ciascuno, trasmessi in originale tra il 24 giugno e l'8 luglio 2017 e collocati cronologicamente dopo gli eventi di Equestria Girls - Legend of Everfree. Oltre al solito cast di protagoniste, gli episodi vedono il ritorno delle Shadowbolts, e introducono il nuovo personaggio di Juniper Montage. Starlight Glimmer viene inoltre trasportata nel mondo di Equestria Girls per la prima volta.
Il nome Magical Movie Night è usato nella distribuzione in formato DVD della miniserie.
Gli adattamenti in italiano degli episodi sono stati pubblicati su Netflix il 30 settembre 2017, e trasmessi su Cartoonito il 22 ottobre 2017.

### Summertime Shorts
Una serie di cortometraggi e video musicali, ciascuno di 3 minuti, che mostrano le protagoniste in situazioni di vita quotidiana dentro e fuori la Canterlot High School. I corti sono stati realizzati in parte da DHX Media (tra cui Mad Twience) e in parte dallo studio irlandese Boulder Media Limited.
La denominazione Summertime Shorts ("corti estivi") è stata utilizzata nelle pubblicità di Discovery Family. La pubblicazione di nuovi cortometraggi è proseguita per tutto il mese di agosto 2017.
| N. | Titolo originale         | Data pubblicazione |
| -- | ------------------------ | ------------------ |
| 1  | Make Up Shake Up         | 30 luglio 2017     |
| 2  | A Photo Booth Story      | 30 luglio 2017     |
| 3  | Raise This Roof          | 30 luglio 2017     |
| 4  | Steps of Pep             | 30 luglio 2017     |
| 5  | Mad Twience              | 30 luglio 2017     |
| 6  | Monday Blues             | 4 agosto 2017      |
| 7  | Pet Project              | 5 agosto 2017      |
| 8  | Subs Rock                | 5 agosto 2017      |
| 9  | Shake Things Up!         | 11 agosto 2017     |
| 10 | The Art of Friendship    | 12 agosto 2017     |
| 11 | Epic Fails               | 16 agosto 2017     |
| 12 | The Canterlot Movie Club | 20 agosto 2017     |
| 13 | Get the Show on the Road | 27 agosto 2017     |
| 14 | Leaping Off the Page     | 27 agosto 2017     |
| 15 | Coinky-Dink World        | 22 settembre 2017  |
| 16 | Good Vibes               | 22 settembre 2017  |

### Forgotten Friendship
My Little Pony - Equestria Girls - Forgotten Friendship (lett. "amicizia dimenticata") è un mediometraggio animato diretto da Ishi Rudell e sceneggiato da Nick Confalone. L'episodio, trasmesso in prima TV su Discovery Family il 17 febbraio 2018, dura 44 minuti, ma una versione estesa, della durata di 50 minuti, è stata pubblicata in formato di cinque episodi sul canale YouTube di Hasbro.
Lo speciale ha come protagonista Sunset Shimmer, le cui amiche hanno inspiegabilmente dimenticato il suo ravvedimento a seguito del ballo autunnale e la credono perciò malvagia. Sunset, grazie all'aiuto di Princess Twilight Sparkle e della controparte umana di Trixie, riuscirà infine a scoprire che Wallflower Blush, una studentessa della Canterlot High, ha adoperato una pietra magica proveniente da Equestria da lei rinvenuta, la Memory Stone, per cancellare dai compagni di scuola i ricordi positivi di Sunset Shimmer, allo scopo di vendicarsi del fatto di essere costantemente ignorata da tutti.
Oltre alla colonna sonora di William Anderson, Forgotten Friendship comprende due canzoni:
| Titolo            | Testo          | Musica                                | Durata |
| ----------------- | -------------- | ------------------------------------- | ------ |
| We've Come So Far | Nick Confalone | Daniel Ingram, Trevor Hoffmann        | 1:50   |
| Invisible         | Nick Confalone | John Jenning Boyd, Lisette Bustamante | 1:23   |

### Rollercoaster of Friendship
My Little Pony - Equestria Girls - Rollercoaster of Friendship (lett. "montagne russe dell'amicizia") è il secondo mediometraggio andato in onda nell'estate 2018, anch'esso diretto da Ishi Rudell e sceneggiato da Nick Confalone. Trasmesso il 6 luglio 2018 su Discovery Family come parte della sezione di palinsesto "Summer Surprises", dura 44 minuti al pari della versione TV di Forgotten Friendship. Come quest'ultimo, anch'esso è stato successivamente pubblicato sul canale YouTube di Hasbro in una versione integrale della durata di 50 minuti.
Lo speciale introduce il personaggio di Vignette Valencia, una ragazza intraprendente e molto popolare sul web, la quale, chiamata a sovrintendere un'importante parata, assume Rarity come designer dei costumi per l'evento. La situazione crea tensione tra Rarity e Applejack, che giunge al culmine quando quest'ultima scopre che Vignette, venuta per caso in possesso della magia di Equestria, sta usando il proprio smartphone per rimpiazzare le altre protagoniste con ologrammi. Dopo aver trovato e liberato le sue amiche, Applejack e le altre ricorrono al potere dei loro geodi per trasformarsi e fermare Vignette, che si pentirà della sua condotta.
Oltre alla colonna sonora di William Anderson, Rollercoaster of Friendship include una canzone:
| Titolo      | Testo                              | Musica                                 | Durata |
| ----------- | ---------------------------------- | -------------------------------------- | ------ |
| Photo Booth | Nick Confalone, John Jennings Boyd | John Jennings Boyd, Lisette Bustamante | 2:00   |

### Spring Breakdown
My Little Pony - Equestria Girls - Spring Breakdown (gioco di parole tra spring break, "vacanze primaverili", e breakdown, "guasto") è il terzo mediometraggio animato della serie. Come per i due speciali precedenti, la regia è di Ishi Rudell e la sceneggiatura di Nick Confalone. Trasmesso il 30 marzo 2019 su Discovery Family come parte della sezione di palinsesto "Pony Palooza", ha una durata complessiva di 47 minuti. Come gli episodi precedenti, Spring Breakdown è stato poi pubblicato sul canale YouTube di Hasbro, ma a differenza di essi, la versione televisiva è già quella integrale, e non vi sono scene esclusive alla versione YouTube.
In questo speciale, le protagoniste si concedono una crociera durante le vacanze scolastiche di primavera. Rainbow Dash, eccitata dalla possibilità di scontrarsi nuovamente con la magia di Equestria, finisce involontariamente con il provocare piccoli incidenti che coinvolgono le sue amiche, spingendo Sunset Shimmer e le altre a criticarla per il suo comportamento. Quando in seguito Rainbow assiste davvero a una strana manifestazione magica, accompagnata dall'insorgere di una violenta tempesta, le altre non prestano fede al suo avvertimento, spingendo la ragazza a sganciare una scialuppa di salvataggio e ad avventurarsi da sola per il mare agitato. Sunset e Twilight, notata la sua sparizione, si affrettano ad andarle dietro, trovandola intrappolata nelle sabbie mobili su un'isoletta poco distante. Attaccate da un'enorme pianta carnivora, le ragazze si salvano grazie a Sunset Shimmer, che capisce che le sabbie mobili celano un portale per Equestria e convince le amiche a gettarvisi dentro. Accolte da Princess Twilight, le tre passano del tempo a ricordare le avventure passate, finché Rainbow Dash, vedendo il simbolo del Re Tornado su uno scettro mostrato loro da Twilight, riconosce di averlo visto in precedenza durante la tempesta che ha assalito la loro nave. Comprendendo che la tempesta è frutto della magia residua del Re, Sunset, Twilight e Rainbow fanno subito ritorno all'isoletta da cui erano arrivate, e riescono a intrappolare la magia ostile all'interno dello scettro, salvando le amiche in pericolo e il resto della nave, che era in procinto di colare a picco.
Oltre alla colonna sonora di William Anderson, Spring Breakdown include una canzone:
| Titolo   | Testo                                      | Musica                                     | Durata |
| -------- | ------------------------------------------ | ------------------------------------------ | ------ |
| All Good | Jessica Vaughn, Jess Furman, Ethan Roberts | Jessica Vaughn, Jess Furman, Ethan Roberts | 0:53   |

### Sunset's Backstage Pass
My Little Pony - Equestria Girls - Sunset's Backstage Pass (lett. "il pass di Sunset per il backstage") è il quarto mediometraggio animato della serie. È diretto da Ishi Rudell e sceneggiato dell'episodio è di Whitney Rails. Benché inizialmente previsto per la trasmissione su Discovery Family il 27 luglio 2019, l'episodio è andato in onda in prima TV sul canale messicano Discovery Kids un mese prima, il 27 giugno. Come gli altri speciali, ha una durata complessiva di 44 minuti.
Nel corso dell'episodio Sunset Shimmer e Pinkie Pie, eccitate per il concerto della band PostCrush allo "Starswirled Music Festival", si ritrovano espulse dal festival per aver provocato un incidente. Sunset, delusa e irritata con Pinkie, si ritira in solitudine, dove viene coinvolta in un misterioso effetto magico. Questo la costringe a rivivere ogni giorno la giornata appena trascorsa, serbando lei sola i ricordi dei cicli precedenti (come nella commedia Ricomincio da capo di Harold Ramis). Venuta a sapere da Princess Twilight che queste ripetizioni sono causate da un artefatto proveniente da Equestria, assieme a Pinkie va in cerca dell'oggetto, inizialmente sospettandolo in possesso delle Dazzlings, anch'esse presenti al festival. Quando infine scoprono che le colpevoli sono K-Lo e Su-Z, ossia le PostCrush, Sunset e Pinkie riescono a distruggere l'amuleto e a porre fine al ciclo temporale. Le PostCrush, che avevano fatto uso dell'oggetto nel tentativo di creare un concerto perfetto, accettano finalmente di rinunciare alla perfezione, e si esibiscono per un'ultima volta davanti ai fan assieme a Sunset e a Pinkie.
Oltre alla colonna sonora di William Anderson, Sunset's Backstage Pass include due canzoni:
| Titolo         | Testo                                      | Musica                                     | Durata |
| -------------- | ------------------------------------------ | ------------------------------------------ | ------ |
| Find the Magic | Jessica Vaughn, Jess Furman, Jarl Aanestad | Jessica Vaughn, Jess Furman, Jarl Aanestad | 2:01   |
| True Original  | Jessica Vaughn, Jess Furman, her0ism       | Jessica Vaughn, Jess Furman, her0ism       | 1:49   |

### Holidays Unwrapped
My Little Pony - Equestria Girls - Holidays Unwrapped (lett. "vacanze scartate") è il quinto mediometraggio animato della serie. A differenza dei precedenti, si tratta di una successione di sei episodi indipendenti anziché di un'unica storia. Lo speciale, pubblicato verso la fine del 2019, è a tema natalizio. Holidays Unwrapped è andato in onda in prima TV in Ucraina il 1º settembre 2019 e successivamente in Polonia il 15 dello stesso mese, per poi essere trasmesso su Discovery Family il 2 novembre 2019. È anche stato pubblicato sull'applicazione mobile Discovery Family GO! il giorno seguente.

#### Episodi
| Episodio | Titolo                   | Titolo   | Prima TV         | Prima TV | Durata   | Durata |
| Episodio | originale                | italiano | Stati Uniti      | Italia   | parziale | totale |
| -------- | ------------------------ | -------- | ---------------- | -------- | -------- | ------ |
| 1        | Blizzard or Bust         |          | 16 novembre 2019 |          | 7:41     | 7:41   |
| 2        | The Thin Red Pie         |          | 22 novembre 2019 |          | 7:41     | 15:22  |
| 3        | The Cider Louse Fools    |          | 29 novembre 2019 |          | 7:40     | 23:02  |
| 4        | Winter Break-In          |          | 6 dicembre 2019  |          | 7:41     | 30:43  |
| 5        | Dashing Through The Mall |          | 13 dicembre 2019 |          | 7:41     | 38:24  |
| 6        | O Come All Ye Squashful  |          | 20 dicembre 2019 |          | 7:41     | 46:05  |